# Венијамин Нечајев
Венијамин Нечајев (рус. Вениамин Нечаев; Новониколајевск, 20. марта 1915 — Лењинград, 15. августа 1987) је био совјетски музичар (гитариста) и филмски глумац, члан естрада дуета Нечајев и Рудаков, који је био популаран 1950-их. Био је заслужни уметник Руске Совјетске Федеративне Социјалистичке Републике (1961).

## Рани живот
Венијамин Нечајев је рођен у Новониколајевску 20. марта 1915. године. Завршио је музичку школу. Године 1938. постао је лауреат Свесавезног такмичења уметника-инструменталиста. Радио је у оркестру Новосибирског радио комитета. Борио се у Другом светском рату.

## Дует Нечајев и Рудаков
Упознао је Павела Рудакова у Хабаровску током њихове војне службе у послератним годинама. После демобилизације радили су у Далекоисточној филхармонији око три године.
Године 1948. Нечајев и Рудаков су формирали естрадни дует и одржали први концерт у Лењинграду. Они су сами себе пратили; текстове за њих писали су Константинов, Рацер, Греј, Мерлин. Текстови су писани о актуелним темама (ујутро у новинама – увече у стиховима), обликујући тако популарност дуета који је постао један од знакова времена Хрушчовске одмрзавања. Чак се и сам Никита Хрушчов са симпатијама односио према Нечајеву и Рудакову; уметници су позивани на важне састанке о питањима културе.
Године 1962. дует је распуштен. Дует је једном поново окупљен специјално за снимање у Москва сузама не верује – редитељ их је позвао да учествују у филму, како би рекреирали атмосферу 1950-их.

## Касније године и смрт
После 1962. Нечајев је радио као мајстор церемоније. Умро је 15. августа 1987. у Лењинграду.

## Филмографија
- 1959 – Не имей сто рублей...[4] – главни директор позоришта[5]
- 1980 – Москва сузама не верује[6] – камео[5]